# El Rodeo, Honduras
El Rodeo är en ort i Honduras.   Den ligger i departementet El Paraíso, i den centrala delen av landet, 70 km öster om huvudstaden Tegucigalpa. El Rodeo ligger 763 meter över havet och antalet invånare är 893.
Terrängen runt El Rodeo är huvudsakligen kuperad, men västerut är den bergig. Runt El Rodeo är det ganska glesbefolkat, med 39 invånare per kvadratkilometer. Närmaste större samhälle är Teupasenti, 13,1 km sydväst om El Rodeo. 